# Rita Haller-Haid

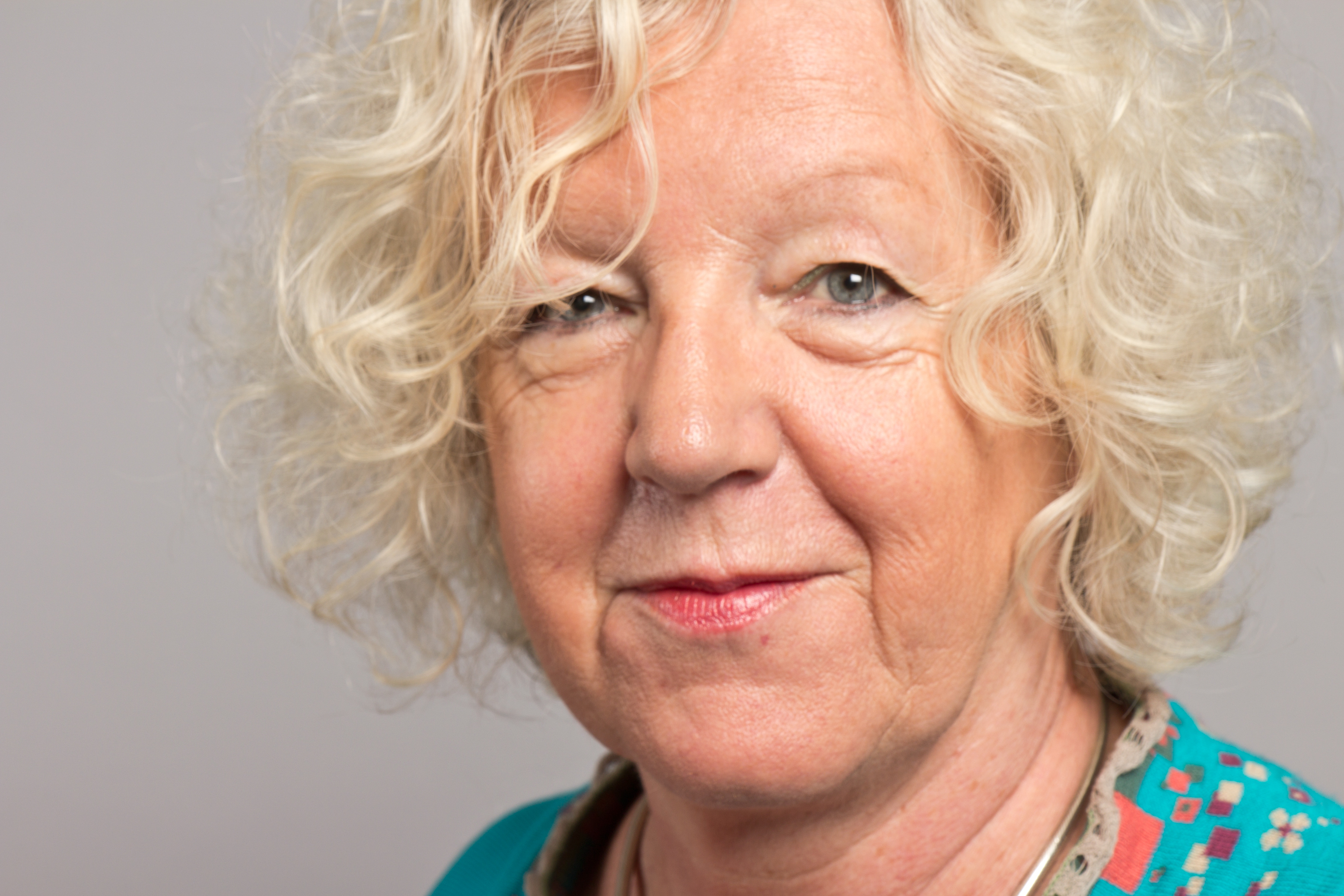
Rita Haller-Haid, 2013

Rita Haller-Haid (* 8. Dezember 1950 in Rottweil) ist eine deutsche Politikerin der SPD und war von 2001 bis 2016 Mitglied des Landtages von Baden-Württemberg.

## Ausbildung und Beruf
Nach ihrer Schulausbildung an der Grundschule und am Gymnasium in Rottweil, das sie 1970 mit dem Abitur abschloss, studierte Rita Haller-Haid Sozialpädagogik an der Eberhard-Karls-Universität Tübingen. Nach Tätigkeiten als Jugend- und Heimerzieherin war sie seit 1985 Leiterin des Edith-Stein-Wohnheims in Tübingen. Von 1996 bis 2001 arbeitete sie gleichzeitig für den Landtagsabgeordneten Gerd Weimer. Für ihre Politikarbeit war sie seit 2003 von ihrer Tätigkeit als Leiterin des Wohnheims beurlaubt.

## Politische Tätigkeit
Rita Haller-Haid trat 1988 in die SPD ein. Von 1995 bis 2004 war sie Mitglied des Landesvorstands der Arbeitsgemeinschaft sozialdemokratischer Frauen (AsF) und von 1997 bis 2004 Mitglied des SPD-Landesvorstands Baden-Württemberg. Sie war Mitglied des Kreistags des Landkreises Tübingen von 1995 bis 1999 und wieder seit 2004. Mitglied des Landtages von Baden-Württemberg war sie seit dem 17. April 2001, dem Beginn der 13. Wahlperiode. Für die 13., 14. und die 15. Wahlperiode wurde sie jeweils über ein Zweitmandat des Wahlkreises Tübingen gewählt. Sie war stellvertretende Fraktionsvorsitzende und europapolitische Sprecherin der SPD-Landtagsfraktion sowie Mitglied im Präsidium des Landtags, des Ausschusses für Wissenschaft, Forschung und Kunst, des Europaausschusses und des Ausschusses nach  Artikel 62 der Verfassung (Notparlament). Außerdem gehörte sie dem Untersuchungsausschuss EnBW-Deal an. Bei der Landtagswahl 2016 trat sie nicht mehr an.

## Familie und Privates
Rita Haller-Haid ist geschieden und Mutter einer erwachsenen Tochter und eines erwachsenen Sohnes. Sie lebt in Tübingen und ist evangelisch.